# Récompenses des Trail Blazers de Portland
Les Trail Blazers de Portland sont une franchise de basket-ball américaine évoluant dans la National Basketball Association. Cet article regroupe l'ensemble des récompenses des Trail Blazers de Portland durant les saisons NBA.

## Titres de l'équipe

### Champion NBA
Les Blazers ont gagné un titre de champion NBA : 1977.

### Champion de conférence
Ils ont remporté 3 titres de champion de la Conférence Ouest : 1977, 1990, 1992.

### Champion de division
Les Blazers ont été 6 fois champion de leur division : 1978, 1991, 1992, 1999, 2015, 2018.
Ils se répartissent en 4 titres de la division Pacifique et 2 titres de la division Nord-Ouest.

## Titres individuels

### MVP
- Bill Walton – 1978

### MVP des Finales
- Bill Walton – 1977

### Rookie de l'année
- Geoff Petrie – 1971
- Sidney Wicks – 1972
- Brandon Roy – 2007
- Damian Lillard – 2013

### 6ehomme de l'année
- Cliff Robinson – 1993

### Meilleure progression de l'année
- Kevin Duckworth – 1988
- Zach Randolph – 2004
- C. J. McCollum – 2016

### Entraîneur de l'année
- Mike Schuler – 1987
- Mike Dunleavy Sr. – 1999

### Exécutif de l'année
- Bucky Buckwalter – 1991

### J. Walter Kennedy Citizenship Award
- Terry Porter – 1993
- Chris Dudley – 1996
- Brian Grant – 1999
- Damian Lillard – 2019

### Twyman-Stokes Teammate of the Year Award
- Damian Lillard – 2021

### Kareem Abdul-Jabbar Social Justice Champion Award
- Carmelo Anthony – 2021

## Hall of Fame

### Joueurs
7 hommes ayant joué aux Blazers principalement, ou de façon significative pendant leur carrière ont été introduits au Basketball Hall of Fame (également appelé Naismith Memorial Basketball Hall of Fame).
| Joueur          | Activité aux Blazers | Activité aux Blazers | Hall of Fame        |
| Joueur          | Années               | Titres avec Portland | Année intronisation |
| --------------- | -------------------- | -------------------- | ------------------- |
| Lenny Wilkens   | 1974–1975            | 0                    | 1989                |
| Bill Walton     | 1974–1978            | 1                    | 1993                |
| Dražen Petrović | 1989–1991            | 0                    | 2002                |
| Clyde Drexler   | 1983–1995            | 0                    | 2004                |
| Scottie Pippen  | 1999–2003            | 0                    | 2010                |
| Arvydas Sabonis | 1995–2001 2002–2003  | 0                    | 2011                |
| Walter Davis    | 1991                 | 0                    | 2024                |

### Entraineurs, managers et contributeurs
| Personnalité  | Activité aux Blazers          | Activité aux Blazers | Activité aux Blazers        | Hall of Fame        | Hall of Fame |
| Personnalité  | Années                        | Titres avec Portland | Fonction                    | Année intronisation | Qualité      |
| ------------- | ----------------------------- | -------------------- | --------------------------- | ------------------- | ------------ |
| Jack Ramsay   | 1976–1986                     | 1                    | entraîneur                  | 1992                | entraîneur   |
| Lenny Wilkens | 1974–1976                     | 0                    | entraîneur                  | 1998                | entraîneur   |
| Rick Adelman  | 1970-1973 1983–1989 1989-1994 | 0                    | joueur assistant entraîneur | 2021                | entraîneur   |

## Maillots retirés
Les maillots retirés au sein de la franchise des Blazers sont les suivants :
- 1 - Larry Weinberg (ancien propriétaire)
- 13 - David Twardzik
- 14 - Lionel Hollins
- 15 - Larry Steele
- 20 - Maurice Lucas
- 22 - Clyde Drexler
- 30 - Bob Gross
- 30 - Terry Porter
- 32 - Bill Walton
- 36 - Lloyd Neal
- 45 - Geoff Petrie
- 77 - Jack Ramsay (entraineur - correspond à l'année du titre des Blazers)

## Récompenses du All-Star Week-End

### Sélections au All-Star Game
Liste des joueurs sélectionnés pour le All-Star Game, en tant que joueur des Trail Blazers de Portland :
- Geoff Petrie (x2) – 1971, 1974
- Sidney Wicks (x4) – 1972, 1973, 1974, 1975
- Maurice Lucas (x3) – 1977, 1978, 1979
- Bill Walton (x2) – 1977, 1978
- Lionel Hollins – 1978
- Kermit Washington – 1980
- Jim Paxson (x2) – 1983, 1984
- Clyde Drexler (x8) – 1986, 1988, 1989, 1990, 1991, 1992, 1993, 1994
- Steve Johnson – 1988
- Kevin Duckworth (x2) – 1989, 1991
- Terry Porter (x2) – 1991, 1993
- Cliff Robinson – 1994
- Rasheed Wallace (x2) – 2000, 2001
- Brandon Roy (x3) – 2008, 2009, 2010
- LaMarcus Aldridge (x4) – 2012, 2013, 2014, 2015
- Damian Lillard (x7) – 2014, 2015, 2018, 2019, 2020, 2021, 2023

### Coachs au All-Star Game
- Jack Ramsay – 1978
- Rick Adelman – 1991

### Vainqueur du concours de dunks
- Anfernee Simons – 2021

### Vainqueur du concours à 3 points
- Damian Lillard – 2023

### Vainqueur du Skills Challenge
- Damian Lillard (x2) – 2013, 2014

## Distinctions en fin d'année

### All-NBA Team

#### All-NBA First Team
- Bill Walton – 1978
- Clyde Drexler – 1992
- Damian Lillard – 2018

#### All-NBA Second Team
- Bill Walton – 1977
- Maurice Lucas – 1978
- Jim Paxson – 1984
- Clyde Drexler (x2) – 1988, 1991
- Brandon Roy – 2009
- LaMarcus Aldridge – 2015
- Damian Lillard (x4) – 2016, 2019, 2020, 2021

#### All-NBA Third Team
- Clyde Drexler – 1990
- Brandon Roy – 2010
- LaMarcus Aldridge (x2) – 2011, 2014
- Damian Lillard (x2) – 2014, 2023

### NBA All-Rookie Team

#### NBA All-Rookie First Team
- Sidney Wicks – 1972
- Sidney Wicks – 1972
- Lloyd Neal – 1973
- Lionel Hollins – 1976
- Mychal Thompson – 1979
- Ron Brewer – 1979
- Calvin Natt – 1980
- Kelvin Ransey – 1981
- Sam Bowie – 1985
- Arvydas Sabonis – 1996
- LaMarcus Aldridge – 2007
- Brandon Roy – 2007
- Damian Lillard – 2013

#### NBA All-Rookie Second Team
- Donovan Clingan – 2025

### NBA All-Defensive Team

#### NBA All-Defensive First Team
- Bill Walton (x2) – 1977, 1978
- Maurice Lucas – 1978
- Lionel Hollins – 1978
- Buck Williams (x2) – 1990, 1991

#### NBA All-Defensive Second Team
- Maurice Lucas – 1979
- Bobby Gross – 1978
- Kermit Washington (x2) – 1980, 1981
- Buck Williams – 1992
- Scottie Pippen – 2000
- Theo Ratliff – 2004
- Toumani Camara – 2025